# Тодор Војновић
Тодор Војновић је српски графички уметник. За свој рад, добитник је многих награда и признања.

## Биографија
Војновић је рођен 27. новембра 1977. године у Новом Саду, од оца, професора уметности, мр Милоша Војновића, и мајке Милице, дипломираног економисте. Одрастао је у Инђији, где је завршио основну школу и гимназију.
Студирао Војну академију у Београду, смер Ратне морнарице, где је провео две године. Уписује Академију струковних студија политехника у Београду, смер графичке технологије, а затим и графичког дизајна. Студије је завршио на Факултету за дизајн 2006. године где добија звање мастер графичког дизајна. 2025. године уписује докторске студије на Факултету савремених уметности у Београду.
Каријера, која траје више од две деценије, обухвата широк спектар улога – од уметника, сликара, графичара, редитеља и дизајнера до стручњака у области ИТ-а и маркетинга. Свој рад усмерио ка очувању културне баштине и преношењу традиционалних вредности кроз нове медије и савремене форме уметности.
Током своје професионалне каријере, сарађивао је са великим бројем институција и компанија. 
Био је диајнер издавачког предузећа ВЕДУТА и часописа/књиге ЛЕПА СРБИЈА (2002-2004): Професор у Школи за графику (2004-2005): Као професор, Војновић је предавао графичко обликовање и писмо, примену рачунара у графици и графичку технологију. Члан Савета Универзитета Унион (2006-2012):  CEO и Art Director у VAF Group (2001-2012). (2018-2022): Саветник министра у Министарству за иновације и технолошки развој Републике Србије. Председник Боксер клуба Србије, љубитеља пасмине Немачки боксер (2019-2023). Project Director у RAD Commerce DOO (2017-данас).

## Награде и признања
Business Excellence Awards 2024: Додељена од AI Global Media за изврсност у веб и мобилном дизајну апликација. Best Visual Communications CEO 2018 - Балканско полуострво: Награда CEO Monthly магазина. Business Excellence Award 2017: Признање од Acquisition International Magazine за изврсност у визуелним комуникацијама, . International Quality Crown Award 2013 у златној категорији: Ово престижно признање, додељено од Business Initiative Directions у Лондону.

## Остварења
- 2014. Филм стогодишњица великог рата - Телеграми
- 2014. Телевизијска Серија Велики Рат - Телеграми
- 2010. Телевизијска серија - Поруке духа времена + ПДВ
- 2004. Лепа Србија - Београд град тајни - књига
- 2008 ЛЕПЕ ШУМЕ СРБИЈЕ - књига
- 2006. IN-Press - часопис
- 2015. Окрзнута истина - фотомонографија
- 2000. Дизајн визелног идентитета знака и логотипа- Факултет за дизајн
- 2001. Дизајн визелног идентитета знака и логотипа - Универзитет Унион
- 2024. Дизајн визелног идентитета знака и логотипа - Српска филхармонија
- 2006. Дизајн визелног идентитета знака и логотипа - Центробанка
- 2014. Монографија - Стогодишњица великог рата
- 2010. Дизајн визелног идентитета знака и логотипа и  апликација - iBanking
- 2012. Дизајн плаката - Историја југословенског рока
- 2000. Дизајн плаката за позоришну представу - Клавир
- 2016. Архитектура и дизајн апликације- CENTRIXS